# Eric Dahlgren
Eric Dahlgren, född 8 mars 1994 i Oscars församling i Stockholm, är en svensk fotbollsspelare. Han gjorde sitt första framträdande i Djurgårdens IF under 2013 genom ett inhopp i en träningsmatch mot BKV Norrtälje där matchen slutade 5-0 i Djurgårdens favör. Under 2017 så kontrakterades han av Vasalunds IF under ledning bl.a. av den tidigare Djurgårdstränaren Carlos Banda. Sejouren i Vasalunds IF avslutades likt den i Djurgårdens IF av omfattande skador.